# Terrell Owens
Terrell Eldorado Owens (født 7. december 1973 i Alexander City, Alabama, USA) er en tidligere amerikansk football-spiller, der spillede som wide receiver for adskillige klubber i NFL,, og har en lang, succesfuld og kontroversiel karriere i ligaen bag sig, siden han debuterede i 1996. Hans præstationer rangerer ham som en af sin generations mest succesfulde wide receivere.
Owens, der gik på college ved University of Tennessee, blev i 1996 draftet til NFL. Hans første mange sæsoner blev tilbragt hos San Francisco 49ers, hvor han spillede frem til 2003. I de følgende to sæsoner var han tilknyttet Philadelphia Eagles, hvor han blandt andet var med til at nå Super Bowl XXXIX, der dog blev tabt til New England Patriots.
Owens forlod i 2006 Eagles og skiftede til disses ærkerivaler Dallas Cowboys. Her spillede han de følgende tre sæsoner, men kunne ikke hjælpe det ambitiøse Texas-hold til nogen Super Bowl-optræden. I 2009 skiftede han til det mere upåagtede AFC-hold, Buffalo Bills.
Owens skiftede inden 2010-sæsonen til Cincinnati Bengals, hvor han blev klubkammerat med en anden receiver-profil, Chad Johnson.
Owens er hele seks gange, i 2000, 2001, 2002, 2003, 2004 og 2007, blevet udtaget til NFL's All-Star kamp Pro Bowl.

## Klubber
- 1996-2003: San Francisco 49ers
- 2004-2005: Philadelphia Eagles
- 2006-2008: Dallas Cowboys
- 2009: Buffalo Bills
- 2010: Cincinnati Bengals